# Avni Yıldırım
Avni Yıldırım (Sivas, 5 agosto 1991) è un pugile turco.
Soprannominato "Mr. Robot", ha combattuto per il titolo WBC dei pesi supermedi nel 2019 e per i titoli WBA (Super), WBC e The Ring nel 2021. Da dilettante ha vinto nel 2013 la medaglia di bronzo ai giochi del Mediterraneo nella categoria dei pesi mediomassimi.

## Carriera professionale
Dopo aver ottenuto un record di 16 vittorie in 16 incontri, Yıldırım sfida nell'ottobre del 2017 a Stoccarda il britannico Chris Eubank Jr. per il titolo IBO dei pesi supermedi. Perde per KO alla terza ripresa.
Fermato dal 2019 al 2021 sia da un infortunio che dalla pandemia di COVID-19, Yıldırım torna sul ring il 27 febbraio 2021 affrontando il messicano Canelo Álvarez all'Hard Rock Stadium di Miami per i titoli WBC, WBA (Super) e The Ring. Si ritira alla fine della terza ripresa.

## Risultati
| No. | Risultato | Record | Avversario              | Metodo | Round   | Data              | Città             | Note                                                                                           |
| --- | --------- | ------ | ----------------------- | ------ | ------- | ----------------- | ----------------- | ---------------------------------------------------------------------------------------------- |
| 32  | Vittoria  | 27–5   | Jhon Caicedo            | KO     | 3 (10)  | 26 giugno 2025    | Istanbul          | Per il titolo vacante WBC International dei pesi mediomassimi                                  |
| 31  | Sconfitta | 26–5   | Sergei Gorokhov         | TKO    | 3 (8)   | 9 novembre 2024   | Dubai             |                                                                                                |
| 30  | Vittoria  | 25–5   | Ramal Amanov            | RTD    | 4 (6)   | 6 settembre 2024  | Kiev              |                                                                                                |
| 29  | Sconfitta | 24–5   | Yusuf Kanguel           | TKO    | 9 (10)  | 14 maggio 2022    | Istanbul          | Per il titolo vacante WBC Asia e Turchia dei pesi supermedi                                    |
| 28  | Vittoria  | 24–4   | Yusuf Kanguel           | UD     | 10      | 20 novembre 2021  | Amburgo           |                                                                                                |
| 27  | Vittoria  | 23–4   | Dominik Ameri           | UD     | 8       | 25 settembre 2021 | Amburgo           |                                                                                                |
| 26  | Vittoria  | 22–4   | Slavisa Simeunovic      | KO     | 1 (8)   | 21 agosto 2021    | Amburgo           |                                                                                                |
| 25  | Sconfitta | 21–4   | Jack Cullen             | UD     | 10      | 31 luglio 2021    | Brentwood         | Per il titolo vacante IBF International dei pesi supermedi                                     |
| 24  | Sconfitta | 21–3   | Canelo Álvarez          | RTD    | 3 (12)  | 27 febbraio 2021  | Miami             | Per i titoli WBA (Super), WBC, and The Ring dei pesi supermedi                                 |
| 23  | Sconfitta | 21–2   | Anthony Dirrell         | TD     | 10 (12) | 23 febbraio 2019  | Minneapolis       | Per il titolo vacante WBC dei pesi supermedi                                                   |
| 22  | Vittoria  | 21–1   | Lolenga Mock            | MD     | 12      | 15 settembre 2018 | Ludwigshafen      | Difende il titolo vacante WBC Silver dei pesi supermedi                                        |
| 21  | Vittoria  | 20–1   | Jose Antonio Rodriguez  | RTD    | 1 (10)  | 14 luglio 2018    | Santo Domingo     |                                                                                                |
| 20  | Vittoria  | 19–1   | Ryan Ford               | UD     | 12      | 12 maggio 2018    | Colonia           | Difende il titolo vacante WBC Silver dei pesi supermedi                                        |
| 19  | Vittoria  | 18–1   | Derek Edwards           | UD     | 12      | 3 marzo 2018      | Colonia           | Difende il titolo vacante WBC Silver dei pesi supermedi                                        |
| 18  | Vittoria  | 17–1   | Attila Korda            | TKO    | 1 (8)   | 16 dicembre 2017  | Straubing         |                                                                                                |
| 17  | Sconfitta | 16–1   | Chris Eubank Jr.        | KO     | 3 (12)  | 7 ottobre 2017    | Stoccarda         | Per il titolo IBO dei pesi supermedi; quarti di finale della World Boxing Super Series 2017-18 |
| 16  | Vittoria  | 16–0   | Marco Antonio Peribán   | UD     | 12      | 13 maggio 2017    | Zapopan           | Vince il titolo vacante WBC Silver dei pesi supermedi                                          |
| 15  | Vittoria  | 15–0   | Aliaksandr Sushchyts    | TKO    | 1 (12)  | 18 febbraio 2017  | Milano            | Difende il titolo vacante WBC Silver International dei pesi supermedi                          |
| 14  | Vittoria  | 14–0   | Schiller Hyppolite      | TKO    | 3 (10)  | 5 novembre 2016   | Monaco di Baviera | Vince il titolo vacante WBC Silver International dei pesi supermedi                            |
| 13  | Vittoria  | 13–0   | Aaron Pryor Jr          | UD     | 10      | 27 agosto 2016    | Berlino           |                                                                                                |
| 12  | Vittoria  | 12–0   | Timur Nikarkhoev        | TKO    | 5 (8)   | 23 luglio 2016    | Berlino           |                                                                                                |
| 11  | Vittoria  | 11–0   | Zoltan Sera             | TKO    | 2 (8)   | 23 maggio 2016    | Dachau            |                                                                                                |
| 10  | Vittoria  | 10–0   | Jackson Junior          | KO     | 2 (12)  | 6 maggio 2016     | Berlino           | Difende il titolo vacante WBC Silver International dei pesi mediomassimi                       |
| 9   | Vittoria  | 9–0    | Walter Gabriel Sequeira | UD     | 12      | 26 febbraio 2016  | Offenbach am Main | Difende il titolo vacante WBC Silver International dei pesi mediomassimi                       |
| 8   | Vittoria  | 8–0    | Janne Forsman           | KO     | 1 (12)  | 18 dicembre 2015  | Ratingen          | Difende il titolo vacante WBC Silver International dei pesi mediomassimi                       |
| 7   | Vittoria  | 7–0    | Bernard Donfack         | UD     | 12      | 11 ottobre 2015   | Herne             | Difende il titolo vacante WBC Silver International dei pesi mediomassimi                       |
| 6   | Vittoria  | 6–0    | Glen Johnson            | UD     | 10      | 15 agosto 2015    | Miami             | Vince il titolo vacante WBC Silver International dei pesi mediomassimi                         |
| 5   | Vittoria  | 5–0    | Steve Kroekel           | TKO    | 1 (8)   | 16 giugno 2015    | Düsseldorf        |                                                                                                |
| 4   | Vittoria  | 4–0    | Giorgi Aduashvili       | TKO    | 2 (4)   | 30 aprile 2015    | Düsseldorf        |                                                                                                |
| 3   | Vittoria  | 3–0    | Giorgi Beroshvili       | TKO    | 3 (8)   | 27 Feb 2015       | Antalya           |                                                                                                |
| 2   | Vittoria  | 2–0    | Aleksandar Jankovic     | TKO    | 1 (6)   | 14 febbraio 2015  | Adana             |                                                                                                |
| 1   | Vittoria  | 1–0    | Davit Ribakoni          | PTS    | 4       | 22 marzo 2014     | Tekirdağ          |                                                                                                |